# Kate Carmacková
Kate Carmacková (původním jménem Shaaw Tláa, c. 1862 – 29. března 1920), byla příslušnicí indiánského kmene Tagišů (První národy), která se narodila poblíž jezera Bennett v Yukonu u hranice s Aljaškou. Bydlila se svými rodiči a sedmi sestrami a bratry poblíž Carcrossu v Yukonu. Její otec, Kaachgaawáa, byl náčelníkem kmene Tlingitů, zatímco její matka, Gus'dutéen, byl Tagiškou. Jméno Shaaw Tláa v tlingitšině znamená „chroustnatková matka“.

## Raná léta
Jako mladá žena se provdala za svého prvního bratrance, Kult'úse. Na počátku 80. let 19. století zemřel její manžel a jejich malá dcera na chřipku na Aljašce a Shaaw Tláa se vrátila do své vesnice. Zde v roce 1887 se její bratr a synovec stali obchodními partnery George Washingtona Carmacka, amerického lovce a prospektora. Během roku se Shaaw Tláa stala Carmackovou manželkou a přijala jméno Kate Carmack.
Od roku 1889 žili manželé šest let v oblasti Forty Mile, nejstaršího města Yukonu (dnes město duchů). Carmack hledal zlato, lovil a obchodoval, zatímco Kate vyráběla zimní oblečení, které prodávala horníkům. Měli jednu dceru, Graphie Grace Carmackovou (nar. 1893, Fort Selkirk).

## Objev zlata
V srpnu 1896 Kate a její manžel lovili lososy u ústí řeky Klondike, a skupina mužů vedená jejím bratrem objevila cestou za nimi zlato v Rabbit Creek (později přejmenovaný na Bonanza Creek). Tato událost zahájila zlatou horečku na Klondiku. Některé prameny tvrdí, že objev učinila Kate.
Poté, co zbohatli, odstěhovali se Carmackovi do Hollisteru v Kalifornii ke Carmackově sestře, Rose Watsonové (později známé jako Rose Curtis). Následně Carmack opustil Kalifornii, Kate, Graphie a své obchodní partnery. Kate a Graphie zůstaly s Rose. George Carmack se v roce 1900 oženil s Marguerite Laimee ve Olympii ve státě Washington. Kate, neschopná prokázat, že byla Georgeovou zákonnou manželkou, byla shledána neoprávněnou pobírat výživné a v červenci se vrátila do Carcrossu.

## Pozdější roky
Bratr postavil Kate chatu poblíž své. Dcera Graphie navštěvovala misijní školy v Carcrossu a ve městě Whitehorse, které řídil biskup William Carpenter Bompas, a poté se přestěhovala do Seattlu.
Kate Carmack zemřela v Carcrossu na tzv. španělskou chřipku během celosvětové epidemie.